# Musée Galilée
Le musée Galilée (autrefois Institut et musée d’histoire de la science, en italien, Istituto e Museo di Storia della Scienza) est un des musées de la ville de Florence, capitale de la Toscane (Italie). Il contient également son institut.
Situé sur le bord de l'Arno, derrière la galerie des Offices, son siège est le palais Castellani, un édifice d’origine très ancienne (fin du XIe siècle), déjà connu à l’époque de Dante sous le nom de Castello d'Altafronte. Il est accessible par sa façade d'entrée sur la Piazza dei Giudici (it).
Le musée Galilée conserve une collection d’instruments scientifiques, témoignage matériel de l’importance attribuée à la science et à ses protagonistes de la part des représentants des dynasties des Médicis et des grands-ducs de Lorraine.
Le 10 juin 2010, après une fermeture de deux ans pour des travaux de restructuration, le musée d’histoire de la science a rouvert au public sous le nom de musée Galilée. L’inauguration a coïncidé avec le 400e anniversaire de la publication du Sidereus Nuncius (mars 1610), l’œuvre avec laquelle Galilée diffusa les nouveautés célestes vues à travers sa lunette.

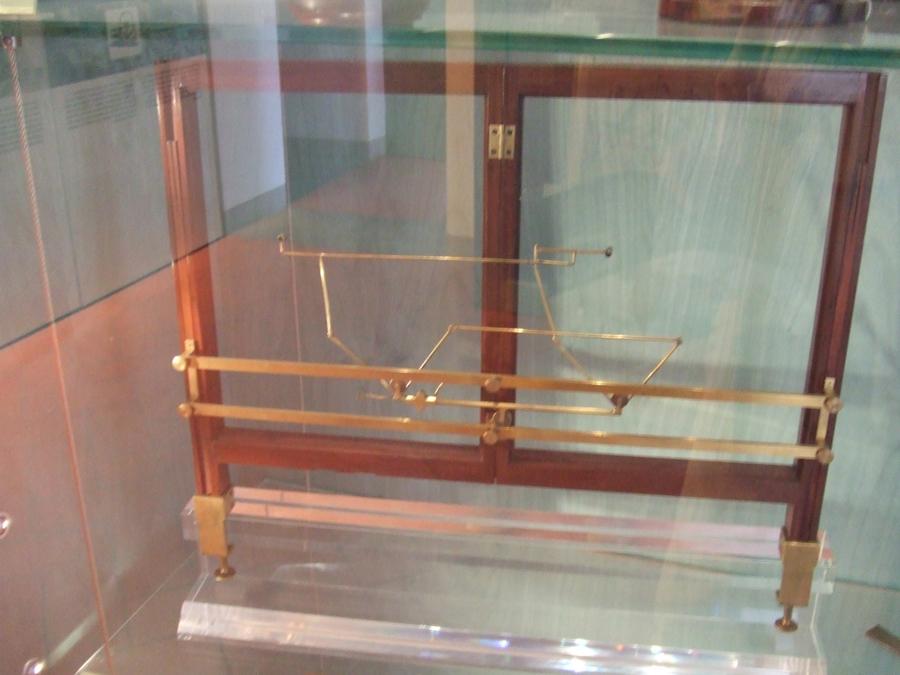
Perspectographe du XVIIIe siècle (non-signé)

## Le musée

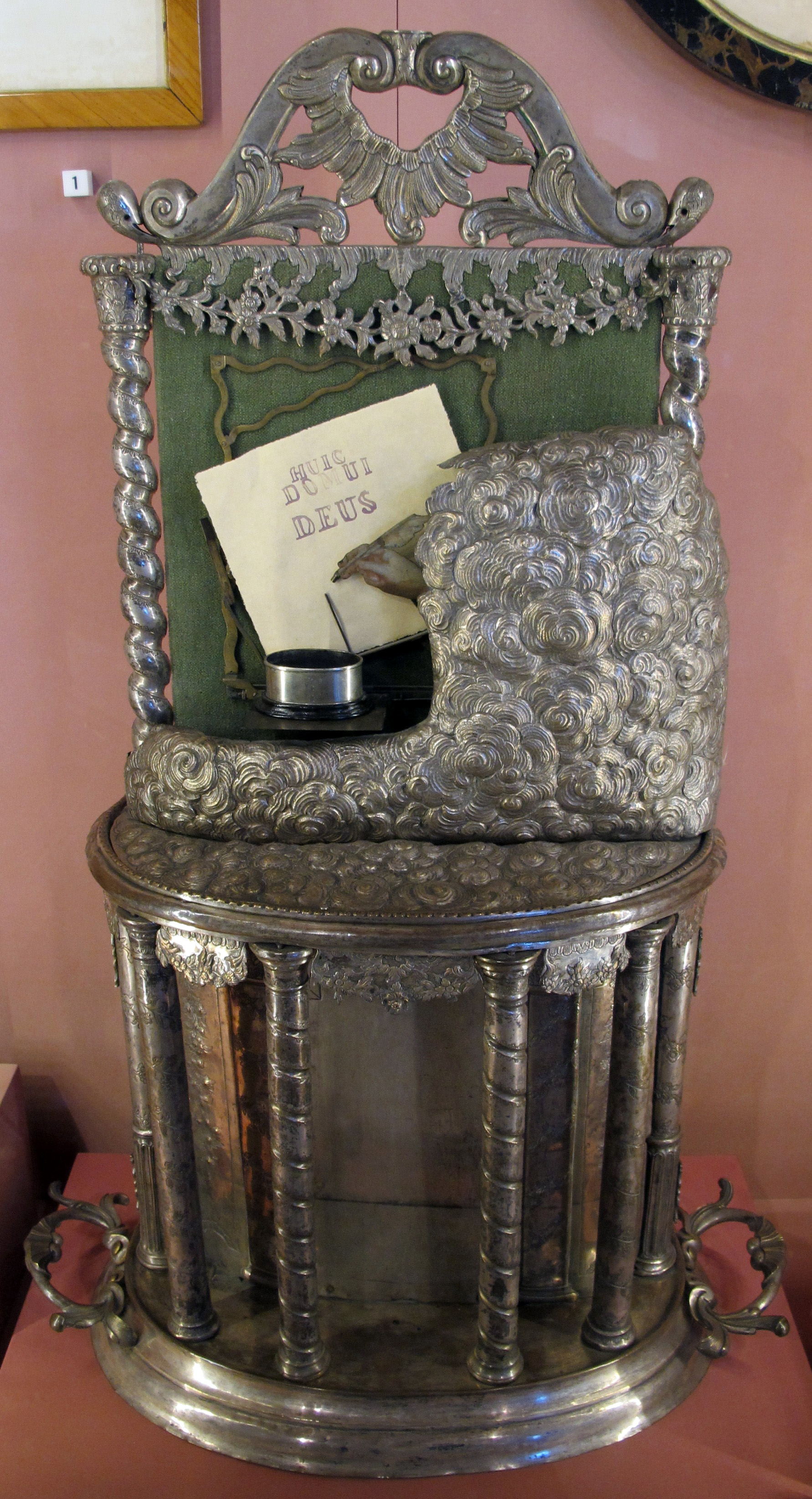
La main qui écrit, automate conservé au Musée Galilée.

Le musée recueille les précieux instruments scientifiques provenant de la collection Médicis, qui étaient exposés dans le Stanzino delle Matematiche (Petite salle des Mathématiques) de la galerie des Offices et qui furent par la suite transférés au Musée de Physique et Histoire Naturelle, fondé par le grand-duc Pierre-Léopold de Lorraine en l’époque de la Maison de Habsbourg-Lorraine les collections scientifiques furent enrichies par d’importantes acquisitions de nouveaux instruments. En 1929 fut organisée à Florence la première exposition nationale d’histoire de science. À la suite de cette exposition, en 1930, l’université de Florence décida d’inaugurer en lieu du palais Castellani l’Institut d’histoire de la science avec un musée en annexe, qui reçut la collection des instruments médicéen-lorraines.
Le parcours de l’exposition s’articule autour de critères chronologiques et thématiques.

### Collection médicéenne

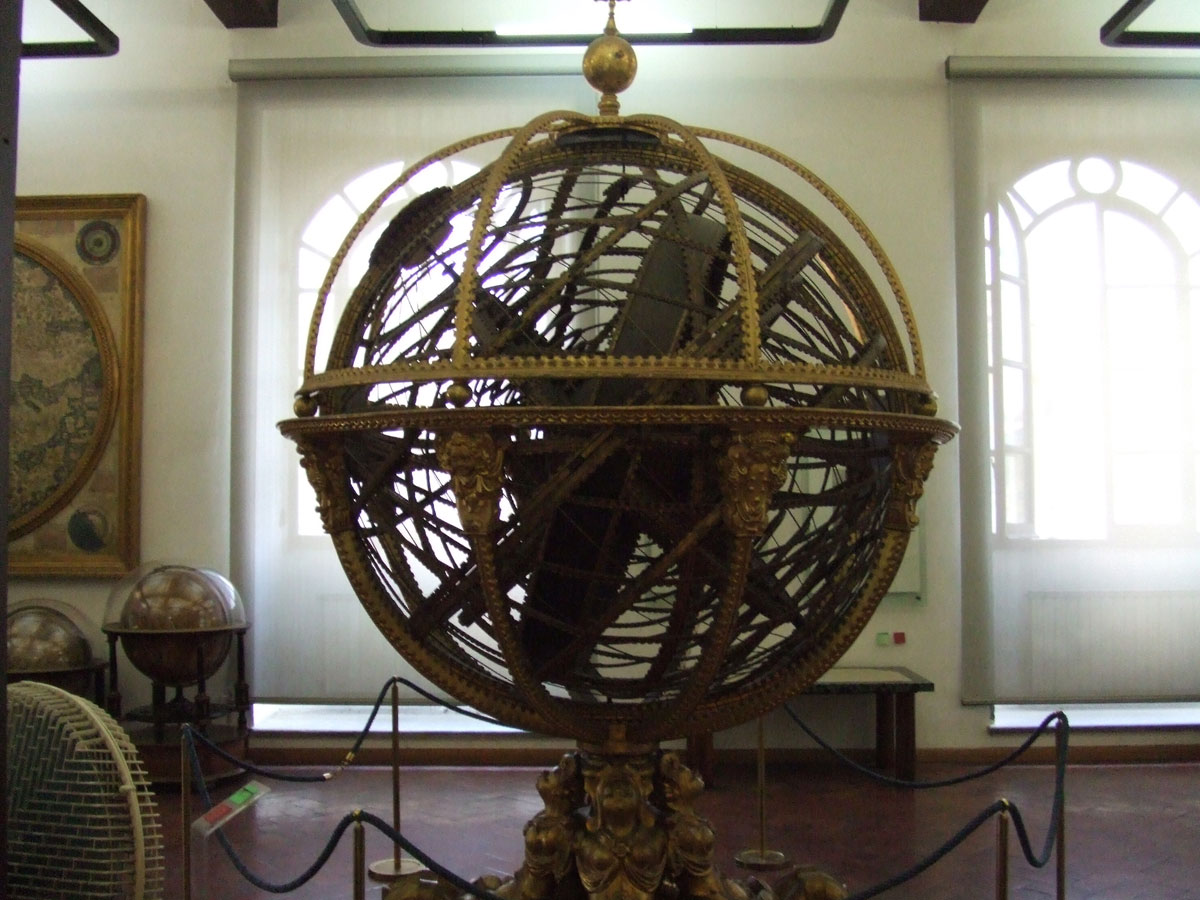
Sphère armillaire d'Antonio Santucci

Le premier étage, divisé en neuf salles, est dédié aux collections médicéennes, qui vont du XVe au XVIIIe siècle. Outre des instruments mathématiques raffinés, les instruments originaux de Galilée sont exposés (parmi lesquels les deux seuls télescopes existants et son doigt momifié, celui avec lequel il guida la vue du doge de Venise à la présentation de sa lunette), les instruments de l’Académie du Cimento et la collection exceptionnelle des globes terrestres et célestes, parmi lesquels se dégage la sphère armillaire d’Antonio Santucci.
- Salle I : Le collectionnisme des Médicis
- Salle II : L’astronomie et le temps
- Salles III-IV : La représentation du monde
- Salle V : La science de la mer
- Salle VI : La science de la guerre
- Salle VII : Le nouveau monde de Galilée
- Salle VIII : L’Accademia del Cimento : art et science de l’expérience
- Salle IX : Après Galilée : l’exploration du monde physique et biologique

### Collection des Habsbourg-Lorraine
Dans les neuf salles du premier étage se trouvent les appareils scientifiques de la maison de Habsbourg-Lorraine (XVIIIe et XIXe siècles), qui témoignent de la remarquable contribution toscane et italienne au développement de l’électricité, de l’électromagnétisme et de la chimie. Parmi les objets exposés, il y a le cires obstétriques de l’hôpital Santa Maria Nuova, le comptoir chimique du grand-duc Pierre-Léopold de Lorraine et les magnifiques machines de démonstrations des principes physiques fondamentaux, construits par l’officine du musée de physique et histoire naturelles.
- Salle X : Le collectionnisme des Lorraine
- Salle XI : Le spectacle de la science
- Salles XII-XIII : L’enseignement des sciences
- Salle XIV : L’industrie des instruments de précision
- Salles XV-XVI : Mesurer les phénomènes naturels
- Salle XVII : La chimie et l’utilité publique de la science
- Salle XVIII : La science dans la maison

## Les activités de recherche et de documentation
Le musée Galilée propose des activités de recherche et de documentation en histoire de la science et de la technologie, en plus de la conservation et de la valorisation du patrimoine du musée. Les ressources de la bibliothèque et la vaste collection d’œuvres numérisées, accessibles sur Internet, sont à la disposition des chercheurs. Le musée participe à de nombreux projets de recherche en collaboration avec d’importantes institutions internationales, comme l'Académie royale des sciences de Suède, la Fondation Nobel, les instituts de la Société Max-Planck et l’université Harvard. En outre, il organise et participe à de nombreux congrès sur la muséologie scientifique et sur l’histoire des sciences et des techniques.

## Les expositions
Depuis plusieurs années le musée Galilée promeut la diffusion de la culture scientifique ; c’est dans cet objectif qu’il organise des expositions sur le thème de l’histoire de la science et sur les rapports entre science, technologie et art, en Italie et dans le monde. Parmi les plus importantes : Les ingénieurs de la Renaissance de Brunelleschi à Léonard de Vinci, L’esprit de Léonard, Les Médicis et les sciences, Le télescope de Galilée : l’instrument qui a changé le monde, Galilée : images de l’univers de l’antiquité au télescope, Vinum Nostrum : Art, science et mythes du vin dans les civilisations méditerranéennes antiques, Archimède : Art et science de l’invention, et les plus récentes L'eau comme un microscope de la nature: le codex Leicester de Léonard de Vinci, Léonard et ses livres. La bibliothèque du Génie Universel, Léonard de Vinci et le mouvement perpétuel, L'art de construire un chef-d’œuvre: la colonne Trajane.

## Les publications
Le musée promeut la publication d’œuvres de contenu historico-scientifique. Il édite deux revues: Nuncius, qui s’occupe d’histoire de la science, et Galilaeana, qui s’occupe des recherches portant sur Galilée et la première âge moderne. À ces dernières sont reliées deux collections d’études (Biblioteca di Nuncius et Biblioteca di Galilaeana) auxquelles s’ajoutent l’Archive de la correspondance des scientifiques italiens, la Bibliothèque des sciences italiennes et d’autres types de publications. Le Musée publie des catalogues relatifs à ses propres collections et aux expositions temporaires dont il est le promoteur.

## La bibliothèque
Faisant partie de l’Institut depuis sa fondation, la bibliothèque du musée est maintenant située au troisième étage, dans l’ancienne loggia du Palais Castellani. L’inauguration dans sa nouvelle parure architectonique, qui lui a valu le prix « Bibliocom Biblioteche in vetrina », a été célébrée en 2002 par le président de la République Carlo Azeglio Ciampi. Spécialisée en histoire des sciences, elle conserve 150 000 œuvres, dont 5 000 appartenant à des fonds anciens. Le fonds Médicéen-Lorrain est d’un intérêt tout particulier qui comprend des textes scientifiques, inhérents pour la plupart aux sciences physico-mathématiques, collectés au cours des siècles par les deux dynasties toscanes. La bibliothèque conserve en outre des fonds d’archives remontant aux XVIIIe et XXe siècles ainsi qu’une archive photographique relative à l’histoire des collections du musée, des instruments anciens et des lieux de science. Le fond moderne, implémenté annuellement par 1800 nouvelles acquisitions, couvre la production éditoriale en italien et dans la plupart des langues européennes. L’ensemble du matériel est catalogué de manière analytique et peut être recherché dans l’OPAC de la base de données cumulative. Au côté des activités de la bibliothèque, on insère la rédaction de bibliographies (en particulier la Bibliographie galiléenne) et de façon plus générale le signalement sur catalogue de documents d’intérêt historico-scientifique même s’ils ne sont pas possédés.
En 2004 est née la bibliothèque numérique conçue comme un système informatif qui conserve et publie des collections numériques thématiques d’intérêt historico-scientifique.

## Le laboratoire multimédia
Conscient de l’importance des technologies de l’information et de la communication, en 1991 le musée Galilée s’est doté d’un laboratoire multimédia. Le laboratoire s’occupe de la production d’applications interactives hors-ligne et en ligne pour les activités de vulgarisation et de documentation du musée, relatives soit aux collections permanentes soit à des expositions ou d’autres événements, et des constructions d’archives numériques pour la recherche historico-scientifique.